# Папонов, Максим Алексеевич
Максим Алексеевич Папонов (эст. Maksim Paponov; 11 июня 1990, Таллин) — эстонский футболист, полузащитник.

## Биография
Воспитанник Таллинской футбольной школы. В 2006 году начал выступать на взрослом уровне за старшую команду клуба во второй лиге Эстонии. В 2007 году перешёл в ТФМК, где поначалу играл за дубль. В основном составе ТФМК дебютировал в высшей лиге Эстонии 8 марта 2008 года в матче против «Вапруса». Первый гол в высшей лиге забил 26 августа 2008 года в ворота «Флоры».
После расформирования ТФМК недолгое время выступал в Болгарии за молодёжные команды клубов ЦСКА (София) и «Локомотив» (Мездра). Летом 2009 года присоединился к таллинскому «Калеву». В 2010 году перешёл в «Левадию», в первой половине сезона сыграл 7 матчей в чемпионате и две игры в Кубке Эстонии и стал обладателем Кубка страны сезона 2009/10. С июля 2010 года перестал выступать за клуб, ставший в итоге серебряным призёром чемпионата.
В 2011 году перешёл в «Калев» (Силламяэ), где провёл два сезона. В 2013 году снова выступал за таллинский «Калев» и стал его лучшим бомбардиром, забив 8 голов за сезон. Летом 2013 года был на просмотре в киргизском «Дордое». В начале 2014 года вернулся в клуб из Силламяэ, ставший по итогам сезона серебряным призёром чемпионата. Однако в мае 2014 года Папонов вместе с большой группой футболистов был дисквалифицирован за участие в договорных матчах и мошенничестве на ставках, происходившем в предыдущие годы. Изначально ему выдали дисквалификацию до конца 2016 года, но затем она была сокращена на год. В 2016 году футболист снова выступал за «Калев» Силламяэ, по окончании сезона завершил карьеру.
Всего в высшей лиге Эстонии сыграл 129 матчей и забил 27 голов.
Выступал за юниорскую и молодёжную сборную Эстонии. Участник Кубка Содружества-2012, на котором забил один гол.

## Достижения
- Серебряный призёр чемпионата Эстонии: 2010, 2014
- Обладатель Кубка Эстонии: 2009/10
- Финалист Кубка Эстонии: 2015/16